# Felkai László (neveléstörténész)
Felkai László (Budapest, 1920. december 8. – Budapest, 2007. február 5.) magyar neveléstörténész, az Eötvös Loránd Tudományegyetem docense, a neveléstudomány doktora (1994).

## Életpályája
Tanulmányait a budapesti Pázmány Péter Tudományegyetem Bölcsészettudományi Karán végezte 1945 és 1949 között. 1947 és 1951 között középiskolai tanárként dolgozott. 1952 és 1954 a Gazdasági és Műszaki Ak. főiskola docense volt. Ezt követően 1954 és 1958 között a Pedagógiai Tudományos Intézet tudományos munkatársaként működött. 1959 és 1973 között a budapesti Eötvös József Gimnáziumban működő Dolgozók Gimnáziumának igazgatóhelyettese, közben több felsőoktatási intézményben óraadó volt.
1973-tól az ELTE docenseként művelődéstörténetet és a felnőttoktatás módszertanát oktatta, valamint a Módszertani és Továbbképző Intézet osztályvezetője volt.
1983-ban nyugállományba vonult.
A Kozma utcai izraelita temetőben nyugszik.

## Kutatási területe
Magyar neveléstörténet, oktatástörténet 1848–1918. Több mint száz publikációja jelent meg.

## Tudományos fokozatai, díjai
- A neveléstudomány kandidátusa (1973)
- A neveléstudomány doktora (1994)
- Scheiber Sándor-díj (1999)

## Főbb művei
- Ravasz János–Felkai László: Magyar neveléstörténet. A tanítóképzők 4. oszt. számára; Tankönyvkiadó, Budapest, 1951
- Eötvös József válogatott pedagógiai művei; összeáll., bev., jegyz. Felkai László; Tankönyvkiadó, Budapest, 1957 (Neveléstörténeti könyvtár)
- Magyar neveléstörténeti tanulmányok; szerk. Felkai László; Tankönyvkiadó, Budapest, 1959 (Neveléstörténeti könyvtár)
- A dualizmus közoktatásügyének bírálata a haladó sajtóban; szerk., bev., jegyz. Felkai László; Tankönyvkiadó, Budapest, 1959 (Neveléstörténeti könyvtár)
- A dualizmus közoktatásügyének bírálata a haladó sajtóban (1959)
- Történelem. Útmutató. Gimnázium esti és levelező tagozat. 4. osztály; Tankönyvkiadó, Budapest, 1968
- Nevelésügyi kongresszusok Magyarországon. 1848-1948, 1-2.; szerk., bev. Felkai László; Magyar Pedagógiai Társaság, Budapest, 1971 (A Magyar Pedagógiai Társaság kiadványai)
- Így könnyebb a tanulás! Tanulási tájékoztató továbbképzésben résztvevő munkásoknak; Könnyűipari Minisztérium Módszertani és Továbbképző Intézet, Bp., 1975 (Módszertani közlemények Könnyűipari Minisztérium Módszertani és Továbbképző Intézet)
- A magyar népművelés története. Szöveggyűjtemény 1/2.; szerk. Felkai László; Tankönyvkiadó, Budapest, 1976
- A továbbképző tanfolyamok vezetésének feladatai és eljárásai; KM MTI, Budapest, 1977 (Módszertani közlemények Könnyűipari Minisztérium Módszertani és Továbbképző Intézete)
- A továbbképző tanfolyamok dokumentumai; szerk. Felkai László; KM MTI, Budapest, 1977 (Módszertani közlemények Könnyűipari Minisztérium Módszertani és Továbbképző Intézete)
- Eötvös József közoktatásügyi tevékenysége; Akadémiai, Budapest, 1979
- A munkásság művelődési törekvései a dualizmus korában; Tankönyvkiadó, Budapest, 1980
- Neveléstörténeti dolgozatok a dualizmus koráról; Tankönyvkiadó, Budapest, 1980 1983 (Neveléstörténeti könyvtár)
- A XIX. század végi gimnáziumi tantervek elméleti háttere; szerk., bev. Felkai László; OPI, Budapest, 1985 (A tantervelmélet forrásai)
- Eötvös és Trefort; vál., szerk., bev. Felkai László és Mann Miklós; Országos Pedagógiai Könyvtár és Múzeum, Budapest, 1988
- A budapesti zsidó fiú- és a leánygimnázium története. Megjelent az Anna Frank Gimnázium gondozásában, az iskola fennállásának 75. évfordulójára; Anna Frank Gimnázium, Budapest, 1992
- Magyarország oktatásügye a millennium körüli években; Országos Pedagógiai Könyvtár és Múzeum, Budapest, 1994
- Tantervi változatok a magyarországi zsidó iskolákban, 1780-1990; szerk., bev., jegyz. Felkai László; OKI, Budapest, 1995 (A tantervelmélet forrásai)
- Zsidó iskolázás Magyarországon, 1780-1990; Országos Pedagógiai Könyvtár és Múzeum, Budapest, 1998 (angolul is)
- Wlassics Gyula, a kultuszminiszter, 1852-1937. Miniszter: 1895. I. 15–1903. XI. 3.; Microtoll Kft., Budapest, 2003
- Portrék a dualizmus korának kultuszminisztereiről; Balassi Intézet, Budapest, 2004 (Balassi füzetek)